# Gluema korupensis
Espèce
Statut de conservation UICN

 EN D : En danger
Gluema korupensis est une espèce de plantes à fleurs de la famille des Sapotaceae et du genre Gluema. C'est un arbre endémique du Cameroun.

## Étymologie
Il doit son épithète spécifique korupensis au parc national de Korup, au Cameroun.

## Description
Cet arbre peut mesurer jusqu’à 20 mètres de hauteur et peut avoir un diamètre compris entre 44 cm et 1,3 m.
Les fruits loculaires immatures pubescents sont brun dorés, globuleux et de 5 cm de diamètre. Ils ne contiennent qu’une graine pouvant mesurer 70 x 32 x 24 mm. La peau mesure 1 mm d’épaisseur, blanche et douce, devenant brune après séchage. L’endocarpe est blanc avec 2 cotylédons.
Un abondant latex blanc se trouve à l’intérieur des fruits ainsi que dans l’écorce.
Le pédicelle peut avoir une épaisseur de 15 mm et une longueur de 30 mm.
Les feuilles peuvent mesurer jusqu’à 67 cm de long sur 19 cm de large. Les feuilles se trouvant sur les branches fertiles sont plus petites.

## Habitat
Il se rencontre dans les forêts tropicales primaires sur des sols inondés périodiquement, ayant des roches cristallines en dessous et quelquefois en surface.